# Білолобий (оповідання)
«Білолобий» (рос. Белолобый) — оповідання А. П. Чехова, вперше опубліковане у 1895 році.

## Історія
Задум сюжету про вовчиху, що поцупила в господаря в сараї цуценя замість вівці, виник у Чехова приблизно за рік до публікації оповідання. У записах, що стосуються роботи над повістю «Три роки» від 1894 року є така: «Вовчиха, нервова, турботлива, чадолюбна, поцупила в зимовищі Білолобого, прийнявши його за ягня. Вона знала раніше, що там ярка, а в ярки діти. Коли тягла Білолобого, раптом хтось свиснув, вона стривожилася і випустила його з рота, а він за нею… Прийшли на місце. Він став ссати її разом в вовченятами. — До наступної зими він мало змінився, тільки схуд, і ноги у нього стали довші, та біла пляма на лобі набула абсолютно трикутної форми. У вовчихи було слабке здоров'я».
Брат письменника Ал. П. Чехов писав: «У брата у дворі „в Меліхові“ жили три чорні дворові собаки <…> і між ними середнього зросту пес — Білолобий. Останнього брат обезсмертив у своєму коротенькому оповіданні: „Білолобий“».
Восени 1894 року Чехов скаржився редактору журналу «Детское чтение» Тихомирову, що писати спеціально для дітей важко. Однак Тихомиров сподівався, що Чехов буде надсилати йому в журнал по два-три оповіданнячка в рік.
Оповідання А. П. Чехова була вперше надруковане в збірнику «Детское чтение», 1895, № 11 за підписом Антон Чехов і малюнками Андрєєва.
Оповідання надруковане в 1899 році в збірнику «Казки життя і природи російських письменників. Зібрав для дітей Васильєв». Без дозволу Чехова в 1899 році Клюкін опублікував оповідання окремою брошурою у серії «Добрі душі», № 36.
Оповідання увійшло до зібрання творів А. П. Чехова, видаване А. Ф. Марксом. За життя Чехова оповідання було перекладене німецькою мовою.

## Сюжет
Одного разу березневої ночі голодна вовчиха вирушила на полювання до людського зимовища, що знаходилося близько чотирьох верст від її нори. У лігві вовчиці було троє голодних вовченят. Вовчиця була в роках, тому задовольнялася дрібною здобиччю. Сарай з живністю охороняв літній сторож Гнат. У сараї було дві вівці. Вовчиця залізла у сарай, однак там піднявся шум і хтось гавкнув. Вовчиця схопила найближче ягня і відбігла на таку відстань, поки гавкіт перестав бути чутний. Тільки після цього вона звернула увагу, що в зубах у неї щеня. Відраза до собак не дозволило їй з'їсти цуценя. Вона кинула його і побігла до нори. Щеня побігло за нею. У норі воно лестилося до вовчиці і грало з вовченятами.
Одного разу вона вирішила знову з'їсти цуценя, але воно лизнуло її в ніс, і вовчиця знову передумала. Через деякий час вовчиця повторно вирушила на полювання. Але за нею ув'язалося щеня, воно здійняло в будинку людини гавкіт, і вовчиця втекла ні з чим. Гнат вирішив, що дірку в даху проробив Білолобий — так звали люди цуценя.

## Переклади українською
Оповідання «Білолобий» увійшло до першого тому тритомного зібрання перекладів Чехова українською мовою, що вийшло 1930 року у видавництві Книгоспілка. Перекладач — Іван Рильський.